# Agrostis kolymensis
Agrostis kolymensis é uma espécie de gramínea do gênero Agrostis, pertencente à família Poaceae.